# 高正红
高正红（1960年5月—），汉族，中华人民共和国飞行动力学专家，政治人物，第十一届全国政协委员。
加入中国民主促进会，担任民进陕西省委副主委、西北工业大学航空学院教授。2008年，当选第十一届全国政协委员，代表教育界，分入第四十组。